# Zeus
Zeus (Каміл Рутковськи; *18 грудня 1983, м. Лодзь) — польський хіп-хоп продюсер і репер.

## Дискографія
- Co Nie Ma Sobie Równych (2008)
- Album Zeusa (2009)
- Zeus, Jak Mogłeś? (2011)
- Zeus. Nie żyje (2014) — Золотий диск (Польське товариство виробників аудіо- та відеопродукції)[2]